# Schreiende Mumie (CIT8)

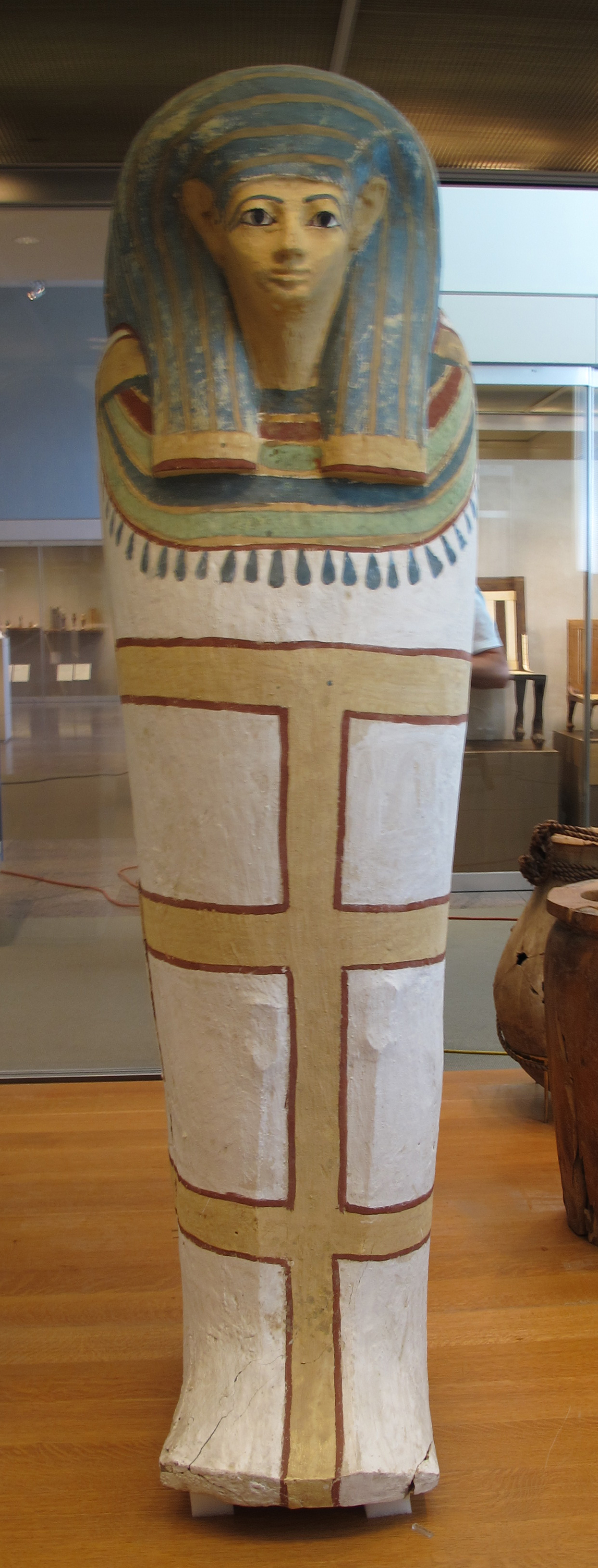
Holzsarg der Mumie CIT8

Die Schreiende Mumie, auch bekannt unter dem Kode CIT8, ist die Mumie einer anonymen Frau aus der 18. Dynastie des Alten Ägyptens. Sie wurde während der Ausgrabungen des Metropolitan Museum of Art in den Jahren 1935–1936 in einem hölzernen Sarkophag gefunden, der sich in einem Bestattungsschacht unterhalb von Senenmuts Grab TT71 in der antiken Nekropole Deir el-Bahari befand. Diese Nekropole nördlich von Theben auf der Westseite des Nils gegenüber der Stadt Luxor ist bekannt für die Gräber hochrangiger Persönlichkeiten der 18. Dynastie. Der hohe altägyptische Beamte Senenmut war auch bedeutender Architekt und Staatsmann unter der Herrschaft der Königin Hatschepsut. 
Die Schreiende Mumie erhielt ihren Namen aufgrund ihres auffällig weit geöffneten Mundes, der den Anschein eines Schreis erweckt.

## Beschreibung der Mumie
Die Mumie befindet sich in Rückenlage mit ausgestreckten Beinen und den Armen entlang des Körpers. Die Hände sind auf der Leiste platziert, wobei die Finger ausgestreckt sind. Die Haut der Mumie ist dunkelbraun und zeigt einen gut erhaltenen Zustand. Der Kopf ist leicht nach links geneigt, und das Kinn ist etwas nach unten gezogen. Die Augen sind geschlossen, und der Mund ist weit geöffnet, was den Eindruck eines Schreis erweckt. Innerhalb des geöffneten Mundes ist die ausgetrocknete Zunge sichtbar, jedoch keine Fremdkörper oder Füllungen.
Der Zustand der Zähne zeigt deutlichen Abrieb, mit mehreren fehlenden Zähnen, darunter der obere rechte dritte Molar, der obere linke dritte Molar sowie die zweiten und dritten rechten unteren Molaren. Einige Zähne, wie der rechte obere seitliche Schneidezahn und der rechte untere erste Molar, sind teilweise gebrochen. Die Zahnverluste traten zu Lebzeiten auf, wie durch die Knochenresorption an den Zahnalveolen ersichtlich ist. Es gibt keine Anzeichen von Karies oder Parodontalerkrankungen.
Eine besondere Eigenschaft der Mumie ist die Perücke, die sie trägt. Diese besteht aus zwei weit auseinander liegenden Abschnitten auf beiden Seiten des Kopfes und erstreckt sich bis zu den Schultern. Die Zöpfe der Perücke sind aus dunklem Haar gefertigt und weisen am Ende eine gedrehte Struktur auf. Einige Zöpfe sind mit einer dichten, schwarzen Substanz bedeckt, die möglicherweise zur Konservierung aufgetragen wurde. Die Untersuchung mittels Fourier-Transform-Infrarotspektroskopie (FTIR) und Röntgendiffraktometrie (XRD) ergab, dass die Perücke aus den Fasern der Mittelrippe der Dattelpalme besteht, die mit Materialien wie Weihrauch und Wacholder behandelt wurden.
Die Mumie wurde nicht eviszeriert, d. h., ihre inneren Organe wurden nicht entfernt. In den CT-Bildern sind desikrierte Reste von Organen wie Herz, Lunge, Leber und Nieren sichtbar, was auf eine gute Erhaltung hinweist. Ein großes rechteckiges Defekt am zentralen Teil der vorderen Brustwand, der keine Anzeichen von Heilung zeigt, könnte auf eine spätere Beschädigung hinweisen, möglicherweise verursacht durch unsachgemäße Handhabung oder Lagerung.
Die Perinealöffnungen, also Vagina und Anus, sind deutlich vergrößert, was möglicherweise auf das Entfernen von Füllmaterial nach der Mumifizierung zurückzuführen ist. Es gibt keine Anzeichen für das Vorhandensein von Amuletten oder Schmuckstücken am Körper der Mumie, abgesehen von zwei Skarabäusringen, die ursprünglich an der linken Hand getragen wurden und sich nun im Metropolitan Museum of Art in New York befinden.

## Wissenschaftliche Untersuchungen

### Paläoradiologische Analysen
Die Mumie CIT8 wurde mittels Computertomographie (CT) untersucht, um eine detaillierte Analyse ihres physischen Zustands und ihrer internen Struktur durchzuführen. Die Aufnahmen ermöglichten eine dreidimensionale Rekonstruktion des Körpers, was eine virtuelle Rotation und detaillierte Untersuchung der anatomischen Merkmale ermöglichte.
Basierend auf der Morphologie der Symphyse wurde das Alter zum Todeszeitpunkt auf etwa 48,1 Jahre ±14,6 geschätzt. Die CT-Bilder zeigten milde bis moderate degenerative Veränderungen der Knochen, Gelenke und der Wirbelsäule, was typisch für eine Person mittleren Alters ist. Des Weiteren wurde festgestellt, dass das Gehirn und die inneren Organe, einschließlich Herz, Lunge und Leber, erhalten geblieben sind. Diese Beobachtungen deuten darauf hin, dass die Mumifizierung ohne Entfernung der Eingeweide durchgeführt wurde, was untypisch für die klassische Mumifizierung im Neuen Reich ist.

#### Materialanalysen
Verschiedene fortschrittliche Analysen wurden durchgeführt, um die Zusammensetzung der Mumie sowie der an ihr angebrachten Materialien zu bestimmen. Die Fourier-Transform-Infrarotspektroskopie (FTIR), das Rasterelektronenmikroskop (REM) und die Röntgendiffraktometrie (XRD) wurden eingesetzt, um die Haarproben und die Perücke der Mumie zu untersuchen. Die Ergebnisse der FTIR-Analyse identifizierten die Perücke als aus den Fasern der Mittelrippe der Dattelpalme gefertigt. Diese Fasern wurden mit Materialien wie Weihrauch und Wacholder behandelt, die sowohl antibakterielle als auch insektizide Eigenschaften besitzen. Zusätzlich wurde Henna in der natürlichen Haarprobe der Mumie festgestellt, was darauf hinweist, dass dieses als Färbemittel verwendet wurde.
Die XRD-Analyse identifizierte die auf den Perücke-Fasern befindliche schwarze Anhaftung als eine kristalline Substanz, die aus Quarz, Magnetit und hoher Albit bestand. Diese Substanz ist vergleichbar mit Material, das in einer antiken Perückenmacher-Werkstatt gefunden wurde, was auf eine kosmetische Anwendung hindeutet.

## Mumifizierungstechniken
Die Mumie CIT8 weist keine Anzeichen einer klassischen Eviszeration auf, was darauf hindeutet, dass die inneren Organe nicht entfernt wurden. Dies wurde durch die Computertomographie (CT) bestätigt, die inneren Organe wie Herz, Lunge, Leber und Nieren in ihrer anatomischen Position zeigte. Diese Beobachtung widerspricht der typischen Praxis der Eviszeration im Neuen Reich, bei der die Organe durch einen Einschnitt in der Bauchhöhle entfernt wurden, gefolgt von der Füllung des Körperhohlraums mit verschiedenen Substanzen.
Interessanterweise zeigte die Mumie eine ausgezeichnete Erhaltung der Weichteile, obwohl die inneren Organe nicht entfernt wurden. Dies deutet darauf hin, dass die Mumifizierungstechniken, die angewendet wurden, eine hochwertige Konservierung erreichten. Die Analyse der Materialien, die auf die Mumie aufgetragen wurden, ergab das Vorhandensein von teuren und importierten Harzen, darunter Weihrauch und Wacholder. Diese Substanzen sind bekannt für ihre antibakteriellen und insektiziden Eigenschaften und wurden möglicherweise verwendet, um die natürlichen Verfallsprozesse zu hemmen.
Die auf die Haut, das natürliche Haar und die Perücke aufgetragenen Harze und Öle wurden durch Fourier-Transform-Infrarotspektroskopie (FTIR) analysiert. Die Ergebnisse bestätigten das Vorhandensein von Juniperus-Harz, das aufgrund seiner konservierenden Eigenschaften verwendet wurde. Darüber hinaus wurden Spuren von Henna im natürlichen Haar der Mumie gefunden, was auf kosmetische Anwendungen hinweist. Die Verwendung solcher hochwertigen Materialien, trotz der Nicht-Eviszeration, legt nahe, dass die Mumifizierungstechniken eine gewisse Anpassung und Flexibilität beinhalteten, möglicherweise um spezifische kulturelle oder individuelle Anforderungen zu erfüllen.
Zusammengefasst deutet das Fehlen einer Eviszeration in Verbindung mit der Anwendung hochwertiger Harze darauf hin, dass es eine Praxis der Mumifizierung ohne Entfernung der inneren Organe gab, die dennoch eine wirksame Konservierung des Körpers ermöglichte. Diese Praxis könnte auf sozioökonomische Unterschiede oder regionale Traditionen zurückzuführen sein und zeigt die Vielfalt der Mumifizierungspraktiken im alten Ägypten.

## Hypothesen zur Todesursache und offenen Mundstellung
Die weit geöffnete Mundstellung der Mumie CIT8, die den Eindruck eines Schreis erweckt, könnte auf verschiedene postmortale Zustände zurückzuführen sein. Eine mögliche Erklärung ist Rigor mortis, auch Totenstarre genannt, die sich nach dem Tod einstellt und die Muskeln in einer festen Position verharren lässt. Rigor mortis beginnt typischerweise im Gesicht und breitet sich über den gesamten Körper aus, wobei sie nach etwa 6 bis 12 Stunden ihren Höhepunkt erreicht und dann für 18 bis 36 Stunden anhält, bevor sie wieder abklingt. Wenn der Mund während dieses Prozesses geöffnet blieb, könnte dies die spätere Position erklären.
Eine weitere mögliche Ursache könnte ein Cadaveric spasm sein, auch als Leichenkrampf bekannt. Dieser tritt in seltenen Fällen unmittelbar nach dem Tod auf und führt zu einer sofortigen Muskelversteifung, die in der letzten Körperposition verbleibt. Ein solcher Krampf könnte durch intensive physische oder emotionale Belastung unmittelbar vor dem Tod ausgelöst worden sein und ist nicht wie Rigor mortis auf den gesamten Körper beschränkt, sondern kann spezifische Muskelgruppen betreffen. Die Tatsache, dass bei der Mumie CIT8 keine Fremdmaterialien im Mund gefunden wurden, deutet darauf hin, dass die einbalsamierenden Personen den Mund möglicherweise nicht aktiv geschlossen haben.
Die genaue Todesursache konnte durch die CT-Untersuchungen nicht bestimmt werden, und es gibt keine Anzeichen für eine spezifische Erkrankung, die den Tod verursacht haben könnte. Es bleibt jedoch die Möglichkeit, dass die Mumie CIT8 kurz vor ihrem Tod große Schmerzen oder Angstzustände durchlebt haben könnte, was eine Verbindung zu der auffälligen Gesichtsausdrucksstellung herstellt. Der postmortale Zustand, die Konservierungstechniken und die Umstände der Bestattung können das Erscheinungsbild der Mumie ebenfalls beeinflusst haben, was die Interpretationen erschwert.

## Bedeutung und Erhaltungszustand
Die Schreiende Mumie CIT8 ist ein bemerkenswertes Beispiel für die Vielfalt der Mumifizierungstechniken im Alten Ägypten und bietet wertvolle Einblicke in die Bestattungspraktiken und das soziale Umfeld der 18. Dynastie. Die Mumifizierung dieser Mumie zeichnet sich durch das Fehlen einer klassischen Eviszeration aus, wobei die inneren Organe im Körper verblieben sind. Stattdessen wurden hochwertige, importierte Harze wie Weihrauch und Wacholder verwendet, was auf einen hohen sozialen Status oder besondere Umstände hinweist.
Der Erhaltungszustand der Mumie hat sich seit ihrer Entdeckung jedoch verschlechtert. Ursprünglich befand sich die Mumie in einem gut erhaltenen Zustand, mit intakter Haut und gut erhaltener Perücke. Im Laufe der Jahre wurden jedoch mehrere Schäden festgestellt. Ein rechteckiger Defekt in der vorderen Brustwand mit scharfen, regelmäßigen Rändern wurde festgestellt, was möglicherweise auf mechanische Beschädigungen während der Lagerung oder Handhabung zurückzuführen ist. Dieser Defekt war in früheren Aufnahmen nicht vorhanden, was darauf hindeutet, dass er nach der Entdeckung entstand.
Die Perücke der Mumie, die aus Palmfasern gefertigt und mit einer schwarzen, dichten Substanz überzogen ist, hat ebenfalls Schäden erlitten. In älteren Fotos waren die beiden Teile der Perücke noch verbunden, während sie in neueren Aufnahmen getrennt erscheinen, was auf eine Verschlechterung des Erhaltungszustandes hindeutet. Diese Veränderungen könnten auf unsachgemäße Lagerungsbedingungen zurückzuführen sein, die zu physikalischen und chemischen Veränderungen der Materialien führten.
Insgesamt bleibt die Schreiende Mumie ein wichtiges Objekt für die Archäologie und Anthropologie, da sie einzigartige Einblicke in die ägyptische Bestattungskultur und Mumifizierungstechniken bietet.